# Cleptes helanshanus
Cleptes helanshanus  (лат.) — вид ос-блестянок рода Cleptes из подсемейства Cleptinae.

## Распространение
Восточная Азия: Китай (Внутренняя Монголия). Встречены в июле.

## Описание
Мелкие осы-блестянки, длина около 6 мм; длина переднего крыла около 4 мм.
Тело буровато-чёрного цвета с жёлтыми отметинами. Голова чёрная без металлического блеска. Мандибулы черновато-коричневые с буроватыми зубцами. Усики чёрные. Пронотум золотистого цвета с зеленоватым отблеском на боках. Мезоплеврон и метанотум золотисто-красные. Мезоскутум чёрный. Мезоскутеллюм зеленовато-золотистый. Метаплеврон, проподеум и тегулы чёрные. Ноги и метасома черновато-коричневые. Задние края тергитов буроватые. Голова покрыта мелкими и редкими пунктурами. Мандибулы с 4 зубцами.
У самок 4 видимых тергита (у самцов пять).
Таксон Cleptes helanshanus близок к видам Cleptes satoi Tosawa, Cleptes albonotatus и Cleptes niger и принадлежит к видовой группе nitidulus species-group. Вид был впервые описан в 2013 году в ходе ревизии местной фауны китайскими энтомологами Н.Вейем и З.Ксю (Na-sen Wei, Zai-fu Xu; Department of Entomology, College of Natural Resources and Environment, South China Agricultural University, Гуанчжоу, Китай) и итальянским гименоптерологом Паоло Роза (Paolo Rosa; Бернареджо, провинция Монца-э-Брианца, Италия).